# Дурда Іван Йосипович
Ду́рда Іван Йосипович (нар. 11 вересня 1927, с. Гаї Бучацькі, Бучацький повіт, тепер Тернопільська область — 24 жовтня 2018, м. Радивилів) — український лікар-хірург, кандидат медичних наук.

## Життєпис
Закінчив 4 класи в Бучачі за Польщі, повторно навчався в 4-у класі за совітів. Учасник радянсько-японської війни.
Випускник Станіславського медінституту. Понад 50 років працював у Радивилівській районній лікарні на Рівненщині, очолював хірургічне відділення. Виконав тисячі хірургічних операцій, багатьом людям урятував життя. У 1973 р. на досвіді своєї роботи захистив кандидатську дисертацію «Невідкладна допомога хворим з гострими хірургічними захворюваннями», яка послужила поширенню досвіду хірурга.
Учасник бойових дій Другої світової війни, має державні нагороди. Активний діяч Всеукраїнського об'єднання ветеранів, Товариства української мови.

## Доробок
Автор більше 50 статей на медичні теми в наукових журналах, раціоналізатор.